# 前田清実
前田清実（まえだ きよみ　Kiyomi Maeda、1957年4月12日 - ）は、日本の舞踊家、振付家。ダンスカンパニー、ダンススタジオ、ドラスティックダンス“O”（Drastic Dance "o"）主宰 。前田清実オフィス株式会社「MKO」 代表取締役。　

## 経歴
山口県生まれ　日本大学芸術学部演劇学科卒業。ジャズダンスを名倉加代子に師事。第8回読売演劇大賞スタッフ賞受賞。
1990年より本格的に振付家としてデビューし数多くの作品を手掛ける。木村光一、ジャニー喜多川、蜷川幸雄、栗山民也、鵜山仁、小池修一郎、鈴木裕美等の作品を多く手掛け、近年ではG2、大河内直子、斎藤雅文、上田久美子との作品があり、ビリー・エリオット〜リトル・ダンサー〜日本公演では初演から振付補として振付の全権を担う。ミュージカル、ストレートプレイ、音楽劇と幅広く、帝国劇場からザ・スズナリまで自在に空間を操る事を得意とする。創造性に富んだ活動実績は日本の舞台芸術における特異な存在である。
主宰するダンススタジオではカンパニーでの創作活動に加え、地域発信のダンス啓蒙、育成に力を注いでいる。また、ミュージカル・アカデミーのダンス主任講師や渡辺ミュージカル芸術学院のダンス主任講師なども務める。洗足学園音楽大学音楽学部音楽学科ではダンスコースの創設に参画し、ダンスコース教授として指導に当たる。
近年の主な作品
- 音楽劇獅子吼（和田憲明）
- 「fff -フォルティッシッシモ- 歓喜に歌え！」（上田久美子）
- アリージャンス（スタンフォード・アリマ、豊田めぐみ）
- モダンボーイズ」（一色隆司）
- ゆびさきと恋々（田中麻衣子）

## 来歴
二人兄妹の長女。小学校4年生から、加藤燿子に現代舞踊、モダンダンスを師事。山口県立長府高等学校（女子校）に進学。3年間陸上部で、五種競技の選手として活動していたため、高校2、3年の2年間はダンスを休んでいた。高校卒業後、日本大学芸術学部への進学を機に上京。上京後は、河野潤ダンスカンパニーにてモダンダンスを再開。そこで出会った鈴木レイ子や夏貴陽子からジャズダンスを薦められ、名倉加代子の『名倉ジャズダンススタジオ』の門を叩く。
1990年に本格的に振付家としてデビューし、この年だけで5作品を手掛ける。
- 5月　宝塚歌劇団『美しき野獣』 （作・演出：小池修一郎　主演：大浦みずき、真矢みき　花組バウ・ファンタジー）で本格的に舞台振付家としてデビューする。
- 7月6日～28日『OPERA DO MALANDRO』 （演出：宮本亜門　主演：田原俊彦　アトリエ・ダンカンプロデュース）日生劇場
- 9月　ミュージカル『ピーター・パン』 （演出：加藤直　主演：沖本富美代、沖本美智代　制作：ホリプロ）青山劇場他
- 11月　宝塚歌劇団『アポロンの迷宮』 （作・演出:小池修一郎 主演：日向薫、毬藻えり、紫苑ゆう 《星組》）
- 11月『阿国(OKUNI)』 （演出：栗山民也　主演：木の実ナナ、池畑慎之助）　近鉄劇場（1992年 / 1993年 / 1995年 / 2003年 / 2007年3月3日～29日《企画：アトリエ・ダンカン》）、新橋演舞場（東京）/　4月3日～15日　南座（京都）

以来、32年間途切れることなく初演、再演作品の振り付けを手掛ける。
2000年2月、墨田区横川 すみだパークスタジオ内にスタジオを設け、前田清実、柳瀬真澄、中村しんじを、コア(核)メンバーとして生まれた「個」の集合体、ダンスカンパニー『ドラスティックダンス“O”』を創設。以来20余年、ダンススタジオやカンパニーを通してアーティスト、パフォーマー、振付家等のマネジメント、人材育成を行う。

## 創作の源
- 創作の源は本。「読書が趣味､いや生活の一部であり、舞踊作品は殆ど文学からインスパイアされて創っている」と常日頃から語る。
- 人、触発。いま一番会いたい作家は伊集院静、一番会いたい人は落合陽一、竹倉史人。尊敬するデザイナーは川久保玲。コムデギャルソンの服が好きで常日頃から愛用している。触発されているのは舟越桂の作品とも語る。

## 振付・作品

### 宝塚歌劇団
| 公演日程 (関西)                            | 公演日程 (関東)               | 公演日程(その他)                      | 作品名                                                          | 作                                      | 演出                         | 作曲・編曲                           | 主な主演者                                       | 劇場                                                | 制作       | 再演年数 |
| ------------------------------------------ | ----------------------------- | ------------------------------------- | --------------------------------------------------------------- | --------------------------------------- | ---------------------------- | ------------------------------------ | ------------------------------------------------ | --------------------------------------------------- | ---------- | --- |
| 1990年5月27日-1990年6月12日                | 1991年2月22日-1991年2月28日   | 1991年3月2日〜1991年3月3日 (名古屋)   | 「美しき野獣」                                                  | 小池修一郎                              | 小池修一郎                   | 吉崎賢治                             | 大浦みずき、真矢みき(花組)                       | 宝塚バウホール、日本青年館、愛知文化講堂            | 宝塚歌劇団 | |
| 1990年11月2日-1990年12月16日               | 1991年3月4日-1991年3月30日    |                                       | 「アポロンの迷宮」                                              | 小池修一郎                              | 小池修一郎                   | 吉崎憲治                             | 日向薫、毬藻えり、紫苑ゆう(星組）                | 宝塚大劇場、東京宝塚劇場                            | 宝塚歌劇団 | |
| 1991年1月27日-1991年2月11日                |                               |                                       | 「カウントダウン・1991」                                        | 石田昌也                                | 石田昌也                     | 寺田瀧雄、西村耕次、吉田優子         | 涼風真世、久世星佳、紫とも(月組)                 | 宝塚バウホール                                      | 宝塚歌劇団 | |
| 1992年8月22日-1992年9月5日                 | 1993年1月19日-1993年1月29日   | 1993年2月1日－1993年2月9日(名古屋)    | 「ヴァレンチノ」                                                | 小池修一郎                              | 小池修一郎                   | 吉崎憲治                             | 杜けあき、紫とも、高嶺ふぶき(雪組)               | 宝塚バウホール、日本青年館、中日劇場                | 宝塚歌劇団 | |
| 1992年8月8日－1992年9月17日                | 1992年12月3日－1992年12月26日 | 1992年2月2日〜2月17日(名古屋)         | 「華麗なるギャツビー」                                          | 原作：F.スコット・フィッツジェラルド    | 脚本・演出：小池修一郎       | 吉崎憲治、甲斐正人                   | 杜けあき、鮎ゆうき、一路真輝(雪組)               | 宝塚大劇場、東京宝塚劇場、中日劇場                  | 宝塚歌劇団 | 2008年9月日生劇場(月組)→「グレートギャッビー」                                                                               |
| 1992年9月20日－1992年10月29日              |                               |                                       | 「ブレイク・ザ・ボーダー！」                                    | 石田昌也                                | 石田昌也                     | 寺田瀧雄、吉田優子、西村耕次         | 涼風真世、麻乃佳世、天海祐希(月組)               | 宝塚大劇場                                          | 宝塚歌劇団 | |
| 1993年2月19日－1993年3月29日               | 1993年6月3日－1993年 6月28日  |                                       | 「ラ・ノーバ!」                                                 | 村上信夫                                | 村上信夫                     | 吉崎憲治、高橋城、甲斐正人、西村耕次 | 安寿ミラ、森奈みはる、真矢みき(花組)             | 宝塚大劇場、東京宝塚劇場                            | 宝塚歌劇団 | |
| 1993年5月30日－1993年6月12日               |                               |                                       | 「ロスト・エンジェル                                            | 小池修一郎                              | 小池修一郎                   | 吉田優子、甲斐正人                   | 涼風真世、麻乃佳世、天海祐希(月組)               | 宝塚バウホール、日本青年館                          | 宝塚歌劇団 | |
| 1993年7月3日－1993年8月18日                | 1993年11月2日-1993年11月27日  |                                       | 「PUCK」                                                        | 小池修一郎                              | 小池修一郎                   | 吉崎憲治、甲斐正人、松任谷由実       | 涼風真世、麻乃佳世、天海祐希(月組)               | 宝塚大劇場、東京宝塚劇場                            | 宝塚歌劇団 | 2014年(月組) |
| 1993年8月6日－1993年9月13日                | 1993年12月2日－1993年12月26日 | 1994年2月1日－1994年2月13日(名古屋)   | 「ベイ・シティ・ブルース」                                      | 小池修一郎                              | 小池修一郎                   | 吉田優子、甲斐正人                   | 安寿ミラ、真矢みき、森奈みはる(花組)             | 宝塚大劇場、東京宝塚劇場、中日劇場                  | 宝塚歌劇団 | |
| 1994年8月12日－9月26日                     | 1994年12月1日－1994年12月26日 |                                       | 「カサノヴァ・夢のかたみ」                                      | 小池修一郎                              | 小池修一郎                   | 吉田優子、甲斐正人                   | 紫苑ゆう、白城あやか、麻路さき(星組)             | 宝塚大劇場、東京宝塚劇場                            | 宝塚歌劇団 | |
| 1995年5月12日-1995年6月26日                | 1995年8月2日-1995年8月29日    |                                       | 「JFK」                                                         | 小池修一郎                              | 小池修一郎                   | 吉田優子、甲斐正人                   | 一路真輝、花總まり、高嶺ふぶき(雪組)             | 宝塚大劇場、東京宝塚劇場                            | 宝塚歌劇団 | |
| 1995年12月24日-1996年1月8日                | 1995年10月14日-1995年10月23日 | 1995年10月27日-1995年10月29日(名古屋) | 「ローン・ウルフ」                                              | 小池修一郎                              | 小池修一郎                   | 吉田優子                             | 真琴つばさ、風花舞、成瀬こうき(月組)             | 宝塚バウホール、日本青年館、愛知厚生年金会館        | 宝塚歌劇団 | |
| 1996年2月16日-1996年3月25日                | 1996年6月3日-1996年6月30日    |                                       | 「エリザベート -愛と死の輪舞-」                                 | ミヒャエル・クンツェ                    | 小池修一郎                   | シルヴェスター・リーヴァイ           | 一路真輝、花總まり、高嶺ふぶき(雪組)             | 宝塚大劇場、東京宝塚劇場                            | 宝塚歌劇団 | 1996年(星組)、1998年(宙組)、2002年(花組)、2005年(月組)、2007年(雪組)、2009年(月組)、2014年(花組)、2016年(宙組)、2018年(月組) |
| 1996年6月1日-1996年6月15日                 | 1996年8月7日-1996年8月14日    |                                       | 「銀ちゃんの恋」                                                | 原作：つかこうへい                      | 潤色・演出：石井昌也         | 高橋城、甲斐正人                     | 久世星佳、風花舞、汐風幸(月組)                   | 宝塚バウホール、日本青年館大ホール                  | 宝塚歌劇団 | 2008年 (花組)、 2010年(宙組)                                                                                                 |
| 1997年10月4日-1997年10月19日               |                               |                                       | 「ブルースワン」                                                | 小池修一郎                              | 小池修一郎                   | 吉田優子、甲斐正人                   | 真矢みき、千ほさち、春野寿美礼(花組)             | 宝塚バウホール                                      | 宝塚歌劇団 | |
| 1998年3月27日-1998年5月11日                | 1998年7月11日-1998年8月17日   |                                       | 「エクスカリバー〜美しき騎士たち〜」                            | 小池修一郎                              | 小池修一郎                   | 吉田優子、甲斐正人                   | 姿月あさと、花總まり、和央ようか(宙組)           | 宝塚大劇場、TAKARAZUKA1000days劇場                  | 宝塚歌劇団 | |
| 1998年7月22日-1998年7月23日                |                               |                                       | 真矢みきスーパーリサイタル・イン・日本武道館「MIKI in BUDOKAN」 | トータルプロデュース：つんく（シャ乱Q） | 石田昌也                     | つんく（シャ乱Q）                    | 真矢みき(花組)                                   | 日本武道館                                          | 宝塚歌劇団 | |
| 1998年6月26日-1998年8月3日                 | 1998年10月10日-1998年11月23日 |                                       | 「皇帝」                                                        | 植田紳爾                                | 植田紳爾、石田昌也           | 吉田優子、寺田瀧雄                   | 麻路さき、星奈優里、稔幸(星組)                   | 宝塚大劇場TAKARAZUKA1000days劇場                    | 宝塚歌劇団 | |
| 1998年8月27日-1998年9月6日                 | 1998年9月10日-1998年9月20日   |                                       | 「イコンの誘惑」                                                | 小池修一郎                              | 小池修一郎                   | 吉田優子、甲斐正人                   | 麻路さき、星奈優里、稔幸(星組)                   | 宝塚バウホール、日本青年館                          | 宝塚歌劇団 | |
| 2000年8月18日-2000年9月25日                | 2000年9月22日-2000年10月29日  | 2001年2月3日-2001年2月22日(名古屋)    | 「ミレニアム・チャレンジャー」                                  | 石田昌也                                | 石田昌也                     | 西村耕次、南安雄 ボブ佐久間他        | 和央ようか、花總まり、湖月わたる(宙組)           | 宝塚大劇場、TAKARAZUKA1000days劇場、中日劇場        | 宝塚歌劇団 | |
| 2000年11月3日-2000年11月7日                | 2000年9月28日-2000年10月2日   |                                       | 紫吹淳 ライブコンサート「ALL ABOUT RIKA」                       | 小池修一郎                              | 小池修一郎                   | 吉田優子、鞍富真一                   | 紫吹淳                                           | ル・テアトル銀座、宝塚バウホール                    | 宝塚歌劇団 | |
| 2001年5月18日〜7月2日                      |                               |                                       | 「ESP!!」                                                       | 酒井澄夫                                | 酒井澄夫、木村信司           | 西村耕次、鞍富真一、宮原透           | 真琴つばさ、檀れい、紫吹淳(月組)                 | 宝塚大劇場                                          | 宝塚歌劇団 | |
| 2001年11月16日〜12月25日                   | 2002年2月16日-3月24日         | 2002年4月27日〜5月19日(全国)          | 「カステル・ミラージュ -消えない蜃気楼-」                       | 小池修一郎                              | 小池修一郎                   | 吉田優子、甲斐正人                   | 和央ようか、花總まり、湖月わたる(宙組)           | 宝塚大劇場、東京宝塚劇場他                          | 宝塚歌劇団 | |
|                                            | 2002年7月27日〜7月28日        |                                       | 絵麻緒ゆうライブコンサート『YU EMAO LIVE IN BLITZ』             | 石田昌也                                | 石田昌也                     | ボブ佐久間 、小野寺忠和              | 絵麻緒ゆう、紺野まひる                           | 赤坂BLITZ                                           | 宝塚歌劇団 | |
| 2002年8月23日-2002年9月30日                | 2002年11月15日-2002年12月23日 | 2003年2月1日-2月20日(名古屋)          | 「長い春の果てに」                                              | 原作：アレクサンドル・アルカディ        | 脚本・演出：石田昌也         | 西村耕次                             | 紫吹淳、映美くらら、湖月わたる、汐風幸(月組)     | 宝塚大劇場、 東京宝塚劇場、中日劇場                 | 宝塚歌劇団 | 2012年(花組) |
| 2003年10月3日-2003年10月9日                | 2003年9月24日-2003年9月29日   |                                       | 紫吹淳コンサート「Lica-Rika/L.R」                               | 齋藤吉正                                | 齋藤吉正                     | 高橋誠、玉麻尚一、青木朝子           | 紫吹淳、映美くらら、北翔海莉(月組)               | 東京芸術劇場、シアタードラマシティ                  | 宝塚歌劇団 | |
| 2003年4月4日-2003年5月19日                 | 2003年6月27日-2003年8月3日    |                                       | 「シニョールドンファン」                                        | 植田景子                                | 植田景子                     | 吉田優子、鞍富真一、甲斐正人         | 紫吹淳、映美くらら、汐風幸(月組)                 | 宝塚大劇場、東京宝塚劇場                            | 宝塚歌劇団 | |
| 2004年1月1日-2004年2月16日                 | 2004年3月26日-2004年5月2日    |                                       | 「アプローズ・タカラヅカ!―ゴールデン90―」                       | 三木章雄、藤井大介、齋藤吉正            | 三木章雄、藤井大介、齋藤吉正 | 高橋城、青木朝子                     | 春野寿美礼、ふづき美世、瀬奈じゅん(花組)         | 宝塚大劇場、 東京宝塚劇場                           | 宝塚歌劇団 | |
| 2004年4月17日-4月26日                      | 2004年5月1日-5月7日           |                                       | 「愛しき人よ」                                                  | 齋藤吉正                                | 齋藤吉正                     | 高橋城                               | 霧矢大夢、城咲あい、月船さらら(月組)             | 宝塚バウホール、日本青年館大ホール                  | 宝塚歌劇団 | |
| 2004年11月24日-2004年11月26日              | 2004年11月4日-2004年11月8日   | 2004年11月14日-2004年11月16日(名古屋) | 瀬奈じゅんコンサート「SENA!」                                   | 構成：三木章雄                          | 三木章雄                     |                                      | 瀬奈じゅん(月組)                                 | 日本青年館大ホール、愛知厚生年金会館、大阪NHKホール | 宝塚歌劇団 | |
| 2005年12月16日〜2005年12月29日(23日〜中止) | 2006年1月4日〜中止            |                                       | 和央ようかライブショー「W-WING-」                               | 齋藤吉正                                | 齋藤吉正                     |                                      | 和央ようか、花總まり(宙組)                       | シアタードラマシティ、日本青年館大ホール            | 宝塚歌劇団 | |
| 2006年3月24日-2006年5月8日                 | 2006年5月26日-2006年7月2日    |                                       | 「NEVER SAY GOODBYE -ある愛の軌跡-」                            | 小池修一郎                              | 小池修一郎                   | フランク・ワイルドホーン             | 和央ようか、花總まり(宙組)                       | 宝塚大劇場、東京宝塚劇場                            | 宝塚歌劇団 | |
| 2007年9月21日-2007年10月29日               | 2007年11月16日-2007年12月24日 |                                       | 「アデュー・マルセイユ」                                        | 小池修一郎                              | 小池修一郎                   | 太田健                               | 春野寿美礼、桜乃彩音、真飛聖(花組)               | 宝塚大劇場、東京宝塚劇場                            | 宝塚歌劇団 | |
| 2009年10月9日-2009年11月9日                | 2009年11月27日-2009年12月27日 |                                       | 「Heat on Beat!」                                               | 三木章雄                                | 三木章雄                     | 高橋城、吉田優子、太田健他           | 瀬奈じゅん、城咲あい、羽桜しずく、霧矢大夢(月組) | 宝塚大劇場、東京宝塚劇場                            | 宝塚歌劇団 | 2010年2月中日劇場(月組) |
|                                            | 2013年6月15日-2013年7月1日    |                                       | 「戦国BASARA－真田幸村編－」                                    | 原作・監修・制作協力／株式会社カプコン  | 鈴木圭                       | 吉田優子、千住明                     | 蘭寿とむ、蘭乃はな、明日海りお(花組)             | 東急シアターオーブ                                  | 宝塚歌劇団 | |
| 2016年11月11日-2016年12月13日              | 2017年1月2日-2017年2月5日     |                                       | 「金色の砂漠」                                                  | 上田久美子                              | 上田久美子                   | 青木朝子                             | 明日海りお、花乃まりあ、芹香斗亜(花組)           | 宝塚大劇場、東京宝塚劇場                            | 宝塚歌劇団 | |
| 2017年8月18日-2017年9月25日                | 2017年10月13日-2017年11月19日 |                                       | 「神々の土地〜ロマノフたちの黄昏〜」                            | 上田久美子                              | 上田久美子                   | 青木朝子、高橋恵                     | 朝夏まなと、真風涼帆、伶美うらら(宙組)           | 宝塚大劇場、東京宝塚劇場                            | 宝塚歌劇団 | |
| 2020年8月1日-2020年8月11日                 | 2020年9月6日-2020年9月15日    |                                       | 「FLYING SAPA －フライング サパ－」                             | 上田久美子                              | 上田久美子                   | 三宅純                               | 真風涼帆、星風まどか、芹香斗亜(宙組)             | 梅田芸術劇場メインホール、日生劇場、                | 宝塚歌劇団 | |
| 2021年1月1日-2021年2月8日                  | 2021年2月26日-2021年4月11日   |                                       | 『f f f －フォルティッシッシモ－ ～歓喜に歌え！～』             | 上田久美子                              | 上田久美子                   | 甲斐正人                             | 望海風斗、真彩希帆、彩風咲奈(雪組)               | 宝塚大劇場、東京宝塚劇場                            | 宝塚歌劇団 | |

### 東宝
| 公演日程                     | 作品名                                                       | 作                                                                    | 演出                                                    | 音楽                                                         | 主な主演者                                                           | 劇場 | 制作                         | 再演年数                                       |
| ---------------------------- | ------------------------------------------------------------ | --------------------------------------------------------------------- | ------------------------------------------------------- | ------------------------------------------------------------ | -------------------------------------------------------------------- | --- | ---------------------------- | ---------------------------------------------- |
| 1993年10月1日-1993年10年28日 | Lady ,Be Good」                                              | ガイ・ボルトン、フレッドトンプソン                                    | 小池修一郎                                              | ジョージ・ガーシュウィン                                     | 大地真央、錦織一清、今井清隆                                         | 青山劇場 | 東宝                         |                                                |
| 1995年5月3日-1995年5月29日   | 「春は爛漫」                                                 | 作：松原敏春 潤色：堀越真                                             | 栗山民也                                                |                                                              | 森光子、東山紀之他                                                   | 東京宝塚劇場 | 東宝                         |                                                |
| 1996年4月2日-1996年5月30日   | 「恋風〜昭和ブギウギ物語〜」                                 | 堀越真                                                                | 栗山民也                                                | 服部良一 服部克久                                            | 森光子、渡辺えり子、戸川京子他                                       | 劇場飛天、東京宝塚劇場 | 東宝                         |                                                |
| 1997年4月3日-1997年5月31日   | 「深川しぐれ」                                               | 原作：北原亞以子 脚本：マキノノゾミ                                   | 栗山民也                                                |                                                              | 森光子、岡本健一、東山紀之他                                         | 劇場飛天、帝国劇場 | 東宝                         |                                                |
| 1998年5月1日-1998年5月24日   | 「アイリーン」                                               | 原作：ジェームズモンゴメリー                                          | 鵜山仁                                                  | ハリー・ティアニー                                           | 大地真央 石井一孝 藤木孝 鮎ゆうき                                    | 日生劇場 | 東宝                         |                                                |
| 1998年5月4日-1998年5月31日   | 「花迷宮 昭和異人館の女たち」                                | 久世光彦                                                              | 栗山民也                                                |                                                              | 森光子、細川直美、草刈正雄他                                         | 帝国劇場 | 東宝                         |                                                |
| 2002年2月1日-2002年2月26日   | 「憎いあんちくしょう」                                       | 原案：鈴木聡 脚本：久世光彦                                           | 久世光彦                                                | 甲斐正人                                                     | 浅丘ルリ子、斉藤由貴、加納幸和他                                     | 帝国劇場 | 東宝                         |                                                |
| 2002年10月5日-2002年12月29日 | 「モーツァルト!」                                            | ミヒャエル・クンツェ                                                  | 小池修一郎                                              | シルヴェスター・リーヴァイ                                   | 井上芳雄、中川晃教、市村正親、山口祐一郎                             | 日生劇場、シアタードラマシティ、帝国劇場 | 東宝                         | 2005年、2007年、2010年、2014年、2018年、2021年 |
| 2002年11月1日-2002年11月28日 | 「ビギン・ザ・ビギン」                                       | マキノノゾミ                                                          | 栗山民也                                                | 甲斐正人                                                     | 森光子、風間杜夫他                                                   | 帝国劇場 | 東宝                         |                                                |
| 2003年7月23日-2003年8月31日  | フコク生命ミュージカル「シンデレラストーリー」               | 鴻上尚史                                                              | 山田和也                                                | 武部聡志                                                     | 大塚ちひろ、井上芳雄他                                               | シアタードラマシティ、中日劇場、青山劇場 | 日本テレビ、パルコ、東宝芸能 |                                                |
| 2003年9月22日-2003年10月28日 | 「OINARI -浅草ギンコ物語-」                                  | 中島かずき                                                            | 加納幸和                                                | 村治崇光                                                     | 宮本信子、村田雄浩、中条きよし、橋爪淳、加納幸和他                   | 青山劇場、中日劇場 | 東宝芸能                     |                                                |
| 2003年12月2日-2003年12月29日 | 「イーストウィックの魔女たち」                               | 原作：ジョン・アップダイク 脚本・作詞：ダナ・P・ロウ                  | 山田和也                                                | 作曲：ダナ・P・ロウ 編曲：ウィリアム・デイヴィッド・ブローン | 陣内考則、一路真輝、涼風真世、森公美子他                             | 帝国劇場、博多座、埼玉、大阪、石川、愛知、長野、神奈川 | 東宝                         | 2003年、2005年、2007年、2008年                 |
| 2006年11月1日-2007年5月30日  | 「マリーアントワネット」                                     | 原作：遠藤周作                                                        | 栗山民也                                                | シルヴェスター・リーヴァイ                                   | 涼風真世、新妻聖子、笹本玲奈他                                       | 帝国劇場、博多座、梅田芸術劇場 | 東宝                         |                                                |
| 2007年6月12日-2007年7月19日  | 「宝塚BOYS」                                                 | 原案：辻則彦 脚本：中島淳彦                                           | 鈴木裕美                                                | 沢田 完                                                      | 葛山信吾、吉野圭吾、柳家花緑、三宅弘城他                             | ルテアトル銀座他 | 東宝、東宝芸能               | 2007年、2008年、2010年、2013年、2018年         |
| 2009年5月5日-2009年05月28日  | 「シラノ」                                                   | 原作：エドモン・ロスタン、脚本：レスリー・ブリカッス                  | 山田和也                                                | フランク・ワイルドホーン                                     | 鹿賀丈史、朝海ひかる、浦井健治                                       | 日生劇場 | 東宝、ホリプロ               | 2013年                                         |
| 2013年2月5日-2013年3月17日   | 「アンナカレーニナ」                                         | 原作：レフ・ニコライビッチ・トルストイ 脚本・作詞：ピーター・ケロッグ | 鈴木裕美                                                | ダン・レヴィーン                                             | 一路真輝、伊礼彼方、葛山信吾他                                       | ル テアトル銀座、シアター・ドラマシティ、名鉄ホール | 東宝芸能                     |                                                |
| 2013年5月5日-2013年6月23日   | 「マイ・フェア・レディ」                                     | 脚本・作詞：アラン・ジェイ・ラーナー                                  | 翻訳・訳詞・演出：G2                                    | フレデリック・ロウ                                           | 霧矢大夢、真飛聖（Wキャスト） 寺脇康文、田山涼成、松尾貴史、江波杏子 | 日生劇場、金沢歌劇座、キャナルシティ劇場、愛知県芸術劇場大ホール、オリックス劇場                                                                                      | 東宝、ホリプロ               | 2016年、2018年、2021年                         |
| 2014年1月17日-2014年2月27日  | 「シャーロック ホームズ～アンダーソン家の秘密～」            | 脚本・作詞：ノ・ウソン 上演台本：中谷まゆみ                           | 板垣恭一                                                | 音楽：チェ・ジョンユン                                       | 橋本さとし、一路真輝、浦井健治他                                     | サンケイホールブリーゼ、東京芸術劇場 プレイハウス、キャナルシティ劇場、松本市民芸術館 主ホール、愛知県芸術劇場 大ホール、イズミティ21 大ホール、岩手県民会館 大ホール | 東宝芸能、キューブ           |                                                |
| 2015年4月26日-2015年5月17日  | ミュージカル「シャーロック ホームズ2～ブラッディ・ゲーム～」 | 脚本：キム・ウンジョン 上演台本：斎藤栄作                             | 板垣恭一                                                | 音楽：チェ・ジョンユン                                       | 橋本さとし、一路真輝、別所哲也他                                     | 東京芸術劇場 プレイハウス、阪急中ホール、福岡・キャナルシティ劇場 | 東宝芸能、キューブ           |                                                |
| 2019年9月3日-2019年9月27日   | 「DREAM BOYS」                                               | ジャニー喜多川                                                        | ジャニー喜多川／演出補:滝沢秀明（2019）堂本光一（2020） |                                                              | 岸優太、神宮寺勇太(King & Prince)                                    | 帝国劇場 | 東宝                         | 2020年、2021年                                 |

### ホリプロ
| 公演日程                       | 作品名                                       | 作                                                     | 演出                                      | 音楽                                   | 主な主演者                                                  | 劇場 | 制作                 | 再演年数                                               |
| ------------------------------ | -------------------------------------------- | ------------------------------------------------------ | ----------------------------------------- | -------------------------------------- | ----------------------------------------------------------- | --- | -------------------- | ------------------------------------------------------ |
| 1990年                         | ピーター・パン                               | 原作：ジェームス・マシュー・バリー                     | 加藤直                                    | モリス(ムース)・チャーラップ           | 沖本富美代、沖本美智代、相原勇他                            | 青山劇場、彩の国さいたま芸術劇場他 | ホリプロ             | 1991年、1992年、1993年、1994年、1995年、1996年、1997年 |
| 1994年3月19日 -1994年4月15日   | 音楽劇「サザエさん」                         | 脚本：三谷幸喜                                         | 鵜山仁                                    |                                        | 榊原郁恵、熊谷真実、東ちづる他                              | 天王洲アイル・シアターアートスフィア                                                                                                   | ホリプロ             |                                                        |
| 1998年10月14日 -1998年11月23日 | 「大正四谷怪談」                             | 岸田理生                                               | 栗田芳宏                                  | 宮川彬良                               | 藤原竜也、松井誠、田山涼成、寺島しのぶ                      | シアターアプル、名古屋港湾会館、近鉄小劇場、新潟市民芸術文化会館、仙台太白区文化センター                                               | ホリプロ             |                                                        |
| 2006年10月6日 -2006年11月19日  | 「ペテン師と詐欺師」                         | 脚本：ジェフリー・レイン                               | 宮田慶子                                  | デイヴィッド・ヤズベク                 | 市村正親、鹿賀丈史他                                        | 天王洲銀河劇場、梅田芸術劇場、愛知厚生年金会館、日生劇場、愛知厚生年金会館、広島厚生年金会館、北九州芸術劇場、兵庫県立芸術文化センター | 日本テレビ、ホリプロ |                                                        |
| 2012年6月16日 -2012年7月8日    | 「サンセット大通り」                         | 脚本・作詞：ドン・ブラック、クリストファー・ハンプトン | 鈴木裕美                                  | 作曲：アンドリュー・ロイド＝ウェバー   | 安蘭けい、田代万里生                                        | 赤坂ACTシアター、シアターBRAVA！ | ホリプロ             | 2015年、2020年                                         |
| 2013年12月8日 -2013年12月25日  | 「スクルージ 〜クリスマス・キャロル〜」      | 原作：チャールズ・ディケンズ                           | 井上尊晶                                  | 脚本・作曲・作詞：レスリー・ブリカッス | 市村正親他                                                  | 赤坂ACTシアター、KAAT神奈川芸術劇場、日生劇場                                                                                          | ホリプロ             | 2015年、2019年                                         |
| 2014年7月4日 -2014年7月13日    | 「天才執事ジーヴス」                         | 原作：P.Gウッドハウス、脚本：アラン・エイクボーン      | 田尾下哲                                  | 作曲：アンドリュー・ロイド=ウェバー    | ウエンツ瑛士、里見浩太朗他                                  | 日生劇場 | ホリプロ             |                                                        |
| 2017年7月25日 -2017年11月4日   | 「ビリー・エリオット 〜 リトル・ダンサー〜」 | リー・ホール                                           | スティーヴン・ダルドリー                  | エルトン・ジョン                       | エリオット - 加藤航世、木村咲哉、前田晴翔、未来和樹、山城力 | 赤坂ACTシアター、梅田芸術劇場メインホール                                                                                              | ホリプロ             | 2020年*振付助手として参加                              |
| 2021年3月12日- 2021年4月25日   | 「アリージャンス」                           | 脚本：マーク・アサイト、ジェイ・クオ、ロレンゾ・シオン | スタフォード・アリマ 共同演出：豊田めぐみ | ジェイ・クオ                           | 濱田めぐみ 海宝直人 中河内雅貴 小南満佑子                   | 国際フォーラム、愛知県芸術劇場大ホール、梅田芸術劇場メインホール                                                                       | ホリプロ             |                                                        |

### 松竹
| 公演日程                     | 作品名                                             | 作                                                   | 演出                   | 音楽                       | 主な主演者                                 | 劇場                                                               | 制作                     | 再演年数 |
| ---------------------------- | -------------------------------------------------- | ---------------------------------------------------- | ---------------------- | -------------------------- | ------------------------------------------ | ------------------------------------------------------------------ | ------------------------ | -------- |
| 1991年12月6日-1992年1月17日  | 「バルセロナ物語」                                 | 鈴木聡                                               | 栗山民也               | 音楽監督：演奏：渡辺香津美 | 東山紀之、牧瀬里穂他                       | 日生劇場他                                                         | 松竹、アトリエ・ダンカン |          |
| 1994年10月3日-1994年10月26日 | 「火の鳥」                                         | 原作：手塚治虫、脚本：鈴木聡                         | 栗山民也               | 音楽監督：仙波清彦         | 岡本健一、つみきみほ                       | 日生劇場                                                           | 松竹                     |          |
| 1996年4月6日-1997年10月26日  | スーパー歌舞伎「カグヤ-新竹取物語」                | 横内謙介                                             | 市川猿之助             |                            | 市川猿之助、市川右近                       | 新橋演舞場、松竹座                                                 | 松竹                     |          |
| 1997年9月6日-1997年11月30日  | 「クレオパトラ」                                   |                                                      | 栗山民也               |                            | 大地真央、江守徹、赤坂晃他                 | 日生劇場、大阪松竹座                                               | 松竹                     |          |
| 1999年4月6日-1999年10月26日  | スーパー歌舞伎「新・三国志」                       | 横内謙介                                             | 市川猿之助             | 加藤和彦                   | 市川猿之助、市川右近、中村歌六             | 新橋演舞場、中日劇場、松竹座                                       | 松竹                     |          |
| 2000年11月3日-2000年11月5日  | さいたまスーパーアリーナ開館記念「NINAGAWA火の鳥」 | 原作：手塚治虫                                       | 蜷川幸雄               | 武部聡志                   | 今井恵理子、MAKOTO他                       | さいたまスーパーアリーナ                                           | 松竹                     |          |
| 2000年12月- 2001年1月        | 「シラノ ・ザ ・ミュージカル」                     | 原作：エドモン・ロスタン、脚本：レスリー・ブリカッス | クーン・ヴァン・ダイク | アト・ヴァン・ダイク       | 市村正親、西田ひかる、山本耕史             | 大阪松竹座、中日劇場、赤坂ミュージカル劇場                         | 松竹                     |          |
| 2001年11月1日-2001年12月25日 | 「大阪から来た女」                                 | 齋藤雅文                                             | 齋藤雅文               | 甲斐正人                   | 藤山直美、永島敏行、森奈みはる、多岐川裕美 | 新橋演舞場、大阪松竹座                                             | 松竹                     |          |
| 2006年9月2日-2006年9月26日   | 「魔界転生」                                       | 原作：山田風太郎、脚本：G2                           | G2                     | 田中傳次郎                 | 中村橋之助、成宮寛貴、藤谷美紀             | 新橋演舞場                                                         | 松竹                     |          |
| 2006年12月5日-2007年3月30日  | 「紫式部ものがたり」                               | 脚本：齋藤雅文                                       | 宮田慶子               | 沢田完                     | 大地真央、神田沙也加、酒井美紀他           | 日生劇場(松竹)、大阪松竹座                                         | 松竹                     |          |
| 2007年10月2日-2007年10月26日 | 「寝坊な豆腐屋」                                   | 脚本：鈴木聡                                         | 栗山民也               |                            | 森光子、中村勘三郎                         | 新橋演舞場                                                         | 松竹                     |          |
| 2007年11月1日-2007年11月26日 | 「ナツひとり-届かなかった手紙-」                   | 原作： 橋田壽賀子                                    | マキノノゾミ           |                            | 仲間由紀恵、生瀬勝久、宇津井健             | 新橋演舞場                                                         | 松竹                     |          |
| 2007年11月1日-2007年12月25日 | 「冬のひまわり」                                   | 佐々木渚                                             | 齋藤雅文               | 甲斐正人                   | 藤山直美、西郷輝彦、小島秀哉               | 大阪松竹座、新橋演舞場                                             | 松竹                     |          |
| 2009年6月3日-2009年6月30日   | 「頭痛肩こり樋口一葉」                             | 井上ひさし                                           | 齋藤雅文               | 宇野誠一郎                 | 田畑智子、池畑慎之介、野川由美子他         | 京都四條南座、全国ツアー(福岡、山口、東京、長野、福井、山梨、東京) | 松竹                     |          |
| 2011年2月1日-2011年2月25日   | 「ペテン☆ザ☆ペテン」                               | 鈴木聡                                               | ラサール石井           |                            | 藤山直美、柄本明、渡辺えり、小池栄子他     | 新橋演舞場                                                         | 松竹                     |          |
| 2013年8月2日-2013年8月27日   | 「さくら橋」                                       | 原作：松原敏春                                       | 齋藤雅文               |                            | 藤山直美、市川月乃助、仁支川峰子           | 新橋演舞場                                                         | 松竹                     |          |
| 2014年8月15日-2014年8月31日  | 「ガラスの仮面」                                   | 原作：美内すずえ                                     | G2                     | 佐藤史朗                   | 貫地谷しほり、マイコ、浜中文一             | 青山劇場、大阪松竹座、新橋演舞場                                   | 松竹                     | 2016年   |
| 2015年3月6日-2015年4月27日   | 「かぐや姫」                                       | 佐々木渚                                             | 齋藤雅文               | 甲斐正人                   | 藤山直美、水谷八重子、上條恒彦             | 新橋演舞場、大阪松竹座                                             | 松竹                     |          |
| 2016年6月1日-2016年6月19日   | 「七変化 ねずみ小僧 捕物帳」                       | 齋藤雅文                                             | 齋藤雅文               | 甲斐正人                   | 浅野ゆう子、有森也実、篠田光亮             | 松竹座                                                             | 松竹                     |          |
| 2019年11月2日-2019年11月30日 | 虎者-NINJAPAN-                                     | ジャニー喜多川                                       | 滝沢秀明               | 音楽監督：長谷川雅大       | TravisJapan                                | サンシャイン劇場他                                                 | 松竹、KADOKAWA           | 2020年   |

### その他・公演
| 公演日程                                       | 作品名 | 作                                                                                     | 演出                                                       | 音楽                                                 | 主な主演者 | 劇場 | 制作                                                   | 再演年数                       |
| ---------------------------------------------- | --- | -------------------------------------------------------------------------------------- | ---------------------------------------------------------- | ---------------------------------------------------- | --- | --- | ------------------------------------------------------ | ------------------------------ |
| 1988年12月3日 - 1988年12月26日                 | 「ドン・ジョバンニ」 | 加藤直                                                                                 | 加藤直                                                     | 竹光                                                 | 汀夏子、秋吉満ちる、斎藤晴彦他 | 銀座セゾン劇場 | 銀座セゾン劇場、アトリエ・ダンカン                     |                                |
| 1990年 7月6日 - 1990年7月28日                  | 「OPERA DO MALANDORO」                                                                                                   | 脚本：多田誠                                                                           | 演出・振付：宮本亜門                                       | 音楽監督：井上堯之                                   | 田原俊彦、杏子、うじきつよし、高岡早紀、川平慈英、中島唱子                                                                                       | 日生劇場 | CAT                                                    |                                |
| 1991年3月3日 -1991年3月24日                    | 沢田研二 音楽劇 ACT「ニーノ・ロータ」                                                                                    | 加藤直                                                                                 | 加藤直                                                     |                                                      | 沢田研二 | 東京グローブ座、(神戸) | ココロ                                                 |                                |
| 1991年4月12日 -1991年4月24日                   | 「イカれた主婦2」 | 加藤直                                                                                 | 加藤直                                                     | 音楽監督：井上堯之                                   | 木の実ナナ、秋川リサ、森公美子、熊谷真実 | シアターアプル | CAT                                                    |                                |
| 1991年‐1994年                                  | 小堺クンのおすましでSHOW                                                                                                 |                                                                                        | 小堺一機                                                   |                                                      | 小堺一機 | シアターアプル | 浅井企画                                               |                                |
| 1993年3月5日 - 1993年3月31日                   | 「砂の上のサンバ」 | 原作：トニー・ケンリック 訳：上田公子 脚本：岸本コージ                                 | 栗山民也                                                   | 鈴木キサブロー                                       | 風間ミキ、紅エミ、春風さや香他 | サンシャイン劇場 | CAT                                                    |                                |
| 1993年                                         | 「眠る街〜ジェームスディーンを思い出す頃」                                                                               | 加藤直                                                                                 | 加藤直                                                     |                                                      | 斉藤由貴、夏木マリ他 | 天王洲アートスフィア |                                                        |                                |
| 1993年5月14日 - 1993年6月6日                   | 「魔女の宅急便」 | 原作：角野栄子、脚本：横内謙介                                                         | 蜷川幸雄                                                   | 宇崎竜童                                             | 工藤夕貴、赤坂晃、鳳蘭、壌晴彦、柴田智子 | 青山劇場 | CAT                                                    | 1995年、1996年                 |
| 1993年6月11日-1993年6月27日                    | ミュージカル「阿国」 | 原作：皆川博子 脚本：鈴木聡                                                            | 栗山民也                                                   | 音楽：紅龍（上々颱風）                               | 木の実ナナ 池畑慎之介 吉本美代子 鷲尾真知子 | 青山劇場 | CAT                                                    |                                |
| 1993年6月13日- 1993年7月29日                   | 「漂白者のアリア」 | 原作：古川薫 脚本：堀越真                                                              | 栗山民也                                                   | 宮川良                                               | 沢田研二 鮫島有美子 吉行和子 森公美子 | NHKホール、大阪フェスティバルホール、福岡サンパレス、愛知県芸術劇場大ホール                                                                                     | アトリエ・ダンカン                                     |                                |
| 1993年10月21日- 1993年10月24日                 | ロンドン・ミュージカル「スライス オブ サタデーナイト」                                                                   | 原作：ヘザーブラザーズ                                                                 | 大林宣彦                                                   | ヘザーブラザーズ 音楽監督：山口琇也                  | 尾藤イサオ、芳本美代子、鈴木聖子、泉本教子 他 | シアターアプル | CAT                                                    |                                |
| 1994年6月18日- 1994年8月13日                   | 「ステッピング・アウト」                                                                                                 | リチャード・ハリス                                                                     | 栗山民也                                                   | 甲斐正人                                             | 木の実ナナ、森久美子ほか | 天王洲アートスフィア、シアター・ドラマシティ他 | アトリエ・ダンカン                                     |                                |
| 1994年12月5日- 1994年12月27日                  | 「NODA MAP 虎-TORA-野田秀樹の国性爺合戦」                                                                                | 野田秀樹                                                                               | 演出:野田秀樹                                              |                                                      | 大竹しのぶ、渡辺いっけい、高畑淳子他 | 日生劇場 | NODA MAP                                               |                                |
| 1995年                                         | 「GHETTO／ゲットー」 | ジョシュア・ソボル                                                                     | 栗山民也                                                   |                                                      | 津嘉山正種、壤晴彦、辻萬長他 | 神戸オリエンタル劇場、シアターコクーン | ひょうご舞台芸術                                       |                                |
| 1995年1月12日- 1995年4月24日                   | 音楽座ミュージカル「アイ・ラブ・坊っちゃん」                                                                             | ワームプロジェクト                                                                     | ワームプロジェクト                                         | 船山基紀                                             | 松橋登、土居裕子、畠中洋他 | 府中の森 芸術劇場、渋谷シアターコクーン、愛知県 厚生年金会館、グリーンホール相模大野、よこすか芸術劇場、京都 南座、日立市民会館                                 | 音楽座                                                 |                                |
| 1995年4月13日- 1995年5月3日                    | 音楽劇「異邦人-ボーダーレスラブ-」                                                                                       | 作・作詞：斎藤燐                                                                       | 加藤直                                                     | 池辺晋一郎、尾形隆次、上田亨、川本哲                 | 沢田研二、剣幸 熊谷真美 余貴美子 | アートスフィアシアター、ドラマシティ | N/A                                                    |                                |
| 1996年5月7日- 1996年6月19日                    | 「青空がある限り」 | 原作：山川方夫 脚本：坂手洋二                                                          | 栗山民也                                                   |                                                      | 長瀬智也、中川安奈、尾藤イサオ、高畑淳子他 | PARCO劇場他 | アトリエ・ダンカン                                     |                                |
| 1996年11月2日- 1996年11月28日                  | ABCミュージカル「狸」 | 脚本・鈴木聡                                                                           | 鈴木聡                                                     |                                                      | 木の実ナナ、赤坂晃、橋本さとし | 近鉄劇場 |                                                        |                                |
| 1996年11月27日- 1996年12月22日                 | THE show「フレンズ！」                                                                                                   | 福田陽一郎                                                                             | 福田陽一郎                                                 |                                                      | 安寿ミラ, 川平慈英, 瀬下尚人, 西村直人 | 東京芸術劇場中ホール、愛知県芸術劇場、アステールプラザ大ホール、シアタードラマシティ、ハウステンボス ユトレヒトプラザ                                           |                                                        |                                |
| 1997年                                         | 「身毒丸」 | 寺山修司、 岸田理生                                                                    | 蜷川幸雄                                                   | 宮川彬良                                             | 藤原竜也、白石加代子 | 彩の国さいたま芸術劇場他 | 財団法人埼玉県芸術文化振興財団他                       | 1998年、2002年、2008年、2011年 |
| 1997年3月15日- 1997年4月30日                   | 「草迷宮」 | 原作：泉鏡花、脚本：岸田理生                                                           | 蜷川幸雄                                                   | 宮川彬良                                             | 浅丘ルリ子、田辺誠一 | シアターコクーン他 | 埼玉県芸術財団                                         |                                |
| 1997年4月2日- 1997年4月29日                    | 「アニーよ銃を取れ」 | ハーバード&ドロシー・フィールズ                                                        | 小池修一郎                                                 | 音楽監督：甲斐正人                                   | 高橋由美子、石川禅 | 新宿コマ劇場 | コマ・プロダクション                                   |                                |
| 1997年6月18日- 1997年7月11日                   | 「Female Vol.1 」 | 構成・安寿ミラ                                                                         | 渋谷森久                                                   |                                                      | 安寿ミラ 伊勢田隆弘 長田晴寿 河岡裕門 | 東京芸術劇場中ホール 旭川市民文化会館 、 北海道厚生年金会館 、愛知厚生年金会館 、広島アステールプラザ大ホール 、メルパルクホール福岡 、シアター・ドラマシティー |                                                        |                                |
| 1997年6月28日- 1997年7月27日                   | 「昭和歌謡大全集」 | 原作：村上龍 劇化：清水邦夫                                                            | 蜷川幸雄                                                   |                                                      | 島田陽子、手塚理美、東ちづる、片桐はいり他 | 銀座セゾン劇場 |                                                        |                                |
| 1997年12月19日-28日 1998年1月28日-1998年2月1日 | 「ユアーズ」 | 小池修一郎                                                                             | 演出・振付 前田清実                                        | 音楽監督・編曲：甲斐正人                             | 安寿ミラ、黒田ひとみ、福島桂子他 | シアター1200 、青山劇場 |                                                        |                                |
| 1998年1月21日- 1998年2月22日                   | 「ロミオとジュリエット」                                                                                                 | ウィリアム・シェイクスピア                                                             | 蜷川幸雄                                                   |                                                      | 大沢たかお、佐藤藍子 | 彩の国芸術劇場、シアタードラマシティ |                                                        |                                |
| 1998年9月1日- 1998年9月30日                    | 「ブッダ」 | 原作：手塚治虫 脚本：佐藤信                                                            | 栗山民也                                                   |                                                      | 高島正伸、島田歌穂、土居裕子他 | 新国立劇場 | 新国立劇場                                             |                                |
| 1998年9月27日- 1998年10月4日                   | 「文学座公演 牛乳屋デヴィエ物語」                                                                                        | 作：グレゴーリィ・ゴーリン                                                             | 鵜山仁                                                     |                                                      | 北村和夫、八木晶子他 | 東京芸術劇場中ホール他 | 文学座                                                 |                                |
| 1998年11月-                                    | 「34丁目の奇跡」 | 脚本：メレディス・ウィルソン                                                           | 吉川徹                                                     | メレディス・ウィルソン                               | 石神瑠鈴、佐藤悠、土居裕子、細川俊之他 | シアターアプル、中日劇場 | ア・テンポ                                             | 1999年                         |
| 1999年4月2日- 1999年5月16日                    | NODA MAP第六回公演「半神」                                                                                               | 原作・脚本：萩尾望都                                                                   | 野田秀樹                                                   |                                                      | 深津絵里、加藤貴子、野田秀樹他 | シアターコクーン | 野田地図                                               |                                |
| 1999年4月6日- 1999年4月10日                    | 「Female Vol.2」 | 構成・演出・訳作詞 ANJU                                                                | ANJU                                                       |                                                      | 安寿ミラ 植田チコ 東山義久 伊藤豊継 | 赤坂BLITZ 、名古屋アートピアホール 、ZEPP大阪 |                                                        |                                |
| 1999年7月5日- 1999年8月30日                    | 「ペーパームーン」 | 原作：ジョー・デヴィッド・ブラウン                                                     | 栗山民也                                                   | ラリー・グロスマ                                     | 河合美智子（2000年は小松千春に交代）前田亜紀（2000年は 田畑亜弥に交代） 峰さを理 宮川愛他                                                        | シアターコクーン他 | ケイダッシュ、パソナ ・ア・テンポ                      | 2000年                         |
| 1999年8月1日- 1998年8月29日                    | 「オズの魔法使い」 | 原作＝L・フランク・ボーム                                                              | 鵜山 仁                                                    | ハロルド・アーレン。E・Y・ハーバー                   | 安達祐実、黒田アーサー、渋谷哲平、大森うたえもん                                                                                                 | 新宿コマ劇場 |                                                        |                                |
| 1999年10月2日- 1999年11月28日                  | 「カルメン」 | 作：P・メリメ、脚本：堀越真                                                            | 吉川徹                                                     | G・ビゼー                                            | 大地真央、錦織一清他 | 青山劇場、中日劇場、梅田コマ劇場 | 東宝                                                   | 2001年                         |
| 1999年12月9日- 1999年12月30日                  | 「Eve!!」 | 構成・菅野こうめい                                                                     | 演出・振付 前田清実                                        | 佐山雅弘                                             | 安寿ミラ、宮内良、西村直人、TETSU、縄田晋 、春川さやか、今井あずさ、徳垣友子                                                                     | 新神戸オリエンタル劇場、メルパルクFUKUOKA、アステールプラザ大ホール、名古屋市公会堂、東京芸術劇場中ホール                                                       | スタッフアーツ堀右左司、BHJ有田孝子                    |                                |
| 2000年1月12日- 2000年1月23日                   | 「二十世紀」 | 作：山崎正和                                                                           | 栗山民也                                                   | 小曽根真                                             | 麻実れい、高橋長英、三木敏彦 他 | 世田谷パブリックシアター | 兵庫県、財団法人兵庫県芸術文化協会、TBS                |                                |
| 2000年4月23日- 2000年12月6日                   | 「出島-DECIMA-」 | 原作：市川森一 脚本：中島かずき                                                        | 鵜山仁                                                     | 甲斐正人                                             | 木の実ナナ、一色紗英、山本太郎他 | 長崎ブリックホール、アートスフィア | ながさき阿蘭陀年オリジナル音楽劇                       |                                |
| 2000年4月28日- 2000年6月4日                    | 「夏の夜の夢」 | ウィリアム・シェイクスピア                                                             | 蜷川幸雄                                                   |                                                      | 白石加代子、瑳川 哲朗 | 彩の国芸術劇場他 | 埼玉県芸術文化振興財団                                 |                                |
| 2000年5月30日- 2000年6月9日                    | 劇団扉座「愛しの儚」 | 作・原作：横内謙介                                                                     | 横内謙介                                                   |                                                      | 山中 崇史、伴美奈子他 | 紀伊国屋ホール、近鉄小劇場 | 劇団扉座                                               |                                |
| 2000年8月4日- 2000年9月3日                     | 「ロス・タラントス」 | 原作：アルフレッド・マニャス 脚本：斎藤克己                                            | 栗山民也                                                   | 音楽監督：山口琇也                                   | 木の実ナナ、西田ひかる、上條恒彦、石井一孝他 | アートスフィア、シアタードラマシティ、名鉄ホール | アトリエ・ダンカン                                     |                                |
| 2000年8月26日- 2000年9月9日                    | 地人会第76回公演ミュージカル『ザ・キッチン』                                                                             | 原作：アーノルド・ウェスカー                                                           | 木村光一                                                   | 作曲：デレック・バーンズ                             | 畠中洋、鈴木ほのか他 | 世田谷パブリックシアター他 | 地人会                                                 |                                |
| 2000年12月9日- 2001年1月13日                   | 大地真央グランドショウ「MAny moons agO II」                                                                              | 謝珠栄                                                                                 | 謝珠栄                                                     |                                                      | 大地真央、草刈正雄、沢木順 | 梅田コマ劇場、東京国際フォーラムC | コマ・スタジアム、コマ・プロダクション                 |                                |
| 2001年1月2日- 2001年2月28日                    | 「新橋ラプソディー」 | 鈴木聡                                                                                 | 栗山民也                                                   |                                                      | 森光子、段田安則、有森也実、すまけい、赤木春恵                                                                                                   | 芸術座 | 芸術座、東宝現代劇                                     |                                |
| 2001年7月- 2001年                              | ジャン・コクトー 墮天使の恋」ダンス・アクト・シリーズVol.1                                                               | 山崎洋子                                                                               | 小池修一郎                                                 | 音楽監督：宮川彬良 編曲：西村友                      | 西島千博、吉本真悟、山本隆之、金森穣他 | 天王洲アイルアートスフィア、シアタードラマシティ |                                                        | vol.2 2002年8月                |
| 2001年9月7日- 2001年9月30日                    | 「Female Vol.4」 | 構成・演出・訳作詞 ANJU                                                                | ANJU                                                       |                                                      | 安寿ミラ、初音ひかり、田中宗一、ナレーション：白石加代子                                                                                         | 天王洲アイルアートスフィア 、宝塚バウホール |                                                        |                                |
| 2002年8月2日- 2002年8月21日                    | 「Female Vol.5」 | 構成・演出・訳作詞 ANJU                                                                | ANJU                                                       |                                                      | 安寿ミラ、東山義久、佐々木重直、楓沙樹、紀元由有                                                                                                 | 天王洲アイルアートスフィア 、テレピアホール、長崎市民会館 、新神戸オリエンタル劇場                                                                              |                                                        |                                |
| 2002年11月15日- 2002年12月15日                 | 「伝説の女優」 | 原作：ジェームス・カークウッド                                                         | 宮田慶子                                                   |                                                      | 浅丘ルリ子、木の実ナナ | 天王洲アートスフィア | アトリエ・ダンカン                                     |                                |
| 2003年2月19日- 2003年5月3日                    | 「ぺリクリーズ」 | ウィリアム・シェイクスピア                                                             | 蜷川幸雄                                                   |                                                      | 内野聖陽、田中裕子、白石加代子他 | 彩の国さいたま芸術劇場大ホール 、ロンドン・ナショナルシアターオリヴィエ、大阪シアタードラマシティ、新潟りゅうとぴあ                                             | 埼玉県芸術文化振興財団                                 |                                |
| 2003年5月8日- 2003年8月17日                    | りゅーとぴあ開館5周年記念ミュージカル「家なき子」                                                                        | 原作：エクトール・マロ 翻訳：二宮フサ                                                  | 栗田芳宏                                                   | 宮川彬良                                             | 藤木孝、日向薫、劇団ひまわり他 | りゅーとぴあ・劇場、 世田谷パブリックシアター | りゅーとぴあ、劇団ひまわり                             |                                |
| 2003年7月11日- 2003年7月22日                   | 「Female Vol.6」 | 構成・演出・訳作詞 ANJU                                                                | ANJU                                                       |                                                      | 安寿ミラ、縄田晋、萩野信明、楓沙樹、紀元由有、 声の出演：吉田鋼太郎                                                                              | 天王洲アイルアートスフィア 、名古屋アートピアホール 、宝塚バウホール 、新神戸オリエンタル劇場                                                                   |                                                        |                                |
| 2003年11月27日- 2003年12月21日                 | 「世阿彌」 | 山崎正和                                                                               | 栗山民也                                                   | 仙波清彦                                             | 坂東三津五郎、寺島しのぶ他 | 新国立劇場中劇場 | 新国立劇場                                             |                                |
| 2004年6月18日- 2004年6月24日                   | 『DIVA 2004』 Musical Concert Maki Ichiro & Co.                                                                          | 小池修一郎                                                                             | 小池修一郎                                                 |                                                      | 一路真輝、ウーヴェ・クレーガー、井上芳雄 | Bunkamuraオーチャードホール、シアタードラマシティ、愛知県芸術劇場大ホール                                                                                       | wowow、東宝芸能、キョードー東京                        |                                |
| 2004年11月1日- 2004年2月13日                   | 「劇団文学座公演 月夜の道化師」                                                                                          | 渡辺えり子                                                                             | 鵜山仁                                                     | 音響効果：望月勲                                     | 金内喜久夫、神保共子、外山誠二他 | 2004年11月1日-12月21日 中部・北陸、関越ブロック 2005年1月12日-2月13日 神奈川ブロック、富士見                                                                    | 文学座                                                 |                                |
| 2004年11月2日- 2004年11月13日                  | 地人会第96回公演『怒りをこめてふり返れ（原題：Look Back in Anger）                                                       | 作：ジョン・オズボーン                                                                 | 訳・演出：木村光一                                         |                                                      | 高橋和也、有川博、神野三鈴他 | 紀伊國屋ホール | 地人会                                                 |                                |
| 2004年11月4日- 2004年11月13日                  | 音楽劇「オイディプス王」                                                                                                 | 訳：福田恆存                                                                           | 平幹二朗                                                   | 永田平八                                             | 平幹二朗、鳳蘭他 | 紀伊國屋サザンシアター | 幹の会、リリック                                       |                                |
| 2005年1月- 2005年3月31日                       | 地人会第97回公演「丘の上のイエッペ」                                                                                     | ルドヴィ・ホルベア                                                                     | 木村光一                                                   | 上田亨                                               | 村田雄浩他 | 紀伊國屋ホール他 | 地人会                                                 |                                |
| 2005年5月19日- 2005年6月8日                    | 「箱根強羅ホテル」 | 井上ひさし                                                                             | 栗山民也                                                   | 宇野誠一郎                                           | 内野聖陽、段田安則、麻実れい他 | 新国立劇場中劇場 | 新国立劇場                                             |                                |
| 2005年6月9日- 2005年6月12日                    | 「冬物語」 | 作：ウィリアム・シェイクスピア 訳：小田島雄志                                          | 平幹二朗                                                   | 深川定次、泰大介                                     | 平幹二朗、前田美波里他 | 紀伊國屋サザンシアター | 幹の会、リリック                                       |                                |
| 2005年9月9日- 2005年11月6日                    | 「天保十二年のシェイクスピア」                                                                                           | 井上ひさし                                                                             | 蜷川幸雄                                                   | 宇崎竜童                                             | 唐沢寿明、藤原竜也、篠原涼子他 | Bunkamuraシアターコクーン、シアターBRAVA! |                                                        |                                |
| 2005年11月24日- 2005年12月3日                  | 「ベルリン・トゥ・ブロードウェイ」                                                                                       | ジェーン・ラーナー                                                                     | 三木章雄                                                   | クルト・ワイル                                       | 鳳蘭、土居裕子、樹里咲穂 | ル テアトル銀座、シアタードラマシティ、知立市文化会館 | 宝塚クリエイティブアーツ、梅田芸術劇場                 |                                |
| 2006年2月2日- 2006年2月6日                     | 「スウィングボーイズ」                                                                                                   | 原作・瀬川昌久 脚本・ ハマナカトオル                                                   | ハマナカトオル                                             | 山口琇也                                             | 大浦みずき、宝田明、ペギー葉山 | 東京芸術劇場中ホール | ミュージカル座                                         |                                |
| 2006年9月29日- 2006年10月4日                   | 「第二回ドラマティック・リーディング「長屋の花見」「らくだ」                                                             | 古典落語「長屋の花見」「らくだ」より                                                   | 井上思                                                     |                                                      | 北村和夫、すまけい他 | ドラスティックダンス"O"スタジオ |                                                        |                                |
| 2007年3月29日- 2007年4月1日                    | Oura Mizuki Dance Theater GIGEI TEN～伎芸天～「コインランドリー」                                                        | 原案：鈴木勝秀                                                                         | 構成：演出/鈴木裕美                                        |                                                      | 大浦みずき、前田清実、福麻むつ美他 | 青山円形劇場 |                                                        |                                |
| 2007年8月2日- 2007年8月23日                    | 「DANCIN' CRAZY」 |                                                                                        | 構成・演出：三木章雄                                       |                                                      | 大浦みずき、紫吹淳、湖月わたる | 文京シビックホール、梅田芸術劇場、ゆうぼうと簡易保険ホール | 宝塚クリエイティブアーツ                               |                                |
| 2007年8月25日- 2007年9月17日                   | 「エンジェル・アイズ」                                                                                                   | マキノノゾミ                                                                           | マキノノゾミ                                               | 川崎晴美 清水一雄                                    | キムラ緑子、三上市朗他 | 京都府立文化芸術会館、紀伊國屋ホール、松下IMPホール | 劇団M.O.P.                                             |                                |
| 2007年9月20日- 2007年10月7日                   | 「アルゴス坂の白い家－クリュタイメストラ－」 新国立劇場開場10周年記念フェスティバル公演「三つの悲劇」－ギリシャからVol.1 | 川村毅                                                                                 | 鵜山仁                                                     | 久米大作                                             | 佐久間良子、磯部勉他 | 新国立劇場中劇場 | 新国立劇場                                             |                                |
| 2007年12年 7日- 2007年12月16日                 | 「The Light in the Piazza」                                                                                              | クレイグ・ルーカス                                                                     | 演出・翻訳：G2                                             | アダム・ゲテル                                       | 島田歌穂、新妻聖子、シルビア・グラブ、小西遼生、鈴木綜馬                                                                                         | ル テアトル銀座 | フジテレビジョン                                       |                                |
| 2008年2月5日- 2008年3月24日                    | 「恋はコメディ」 | 作：マリア・パコーム 脚色：岡本さとる                                                  | 加納幸和                                                   |                                                      | 朝おかる、渡辺えり、石井一孝他 | ル テアトル銀座、全国ツアー(愛知、秋田、静岡、兵庫、大阪、岡山、福岡、長崎、宮城、福島、広島)                                                                   | コマ・プロダクション                                   |                                |
| 2008年7月7日- 2008年7月28日                    | 「道元の冒険」 | 井上ひさし                                                                             | 蜷川幸雄                                                   |                                                      | 阿部寛、栗山千明、北村有起哉他 | Bunkamuraシアターコクーン、大阪シアターBRAVA！ |                                                        |                                |
| 2008年9月26日- 2008年10月5日                   | GIGEI-TEN II「Lady×7」                                                                                                   | 脚本：宮田慶子                                                                         | 構成・演出：宮田慶子                                       |                                                      | 大浦みずき、前田清実、福麻むつ美他 | 赤坂レッドシアター |                                                        |                                |
| 2008年12月3日- 2008年12月8日                   | 「黒猫」 | 原作 : エドガー･アラン･ポー、脚本・奥秀太郎                                            | 奥秀太郎                                                   | 作曲 ・藤井洋 、音楽監督 ・小林健樹                  | 藤谷文子、戸田昌宏、手塚とおる他 | 新国立劇場・小劇場 |                                                        |                                |
| 2009年3月19日- 2009年4月19日                   | 「回転木馬」 | 脚本・作詞：オスカー・ハマースタイン二世                                               | ロバート・マックイーン                                     |                                                      | 笹本玲奈、浦井健治他 | 天王洲銀河劇場 | 銀河劇場                                               |                                |
| 2009年8月14日- 2009年8月30日                   | パルコプロデュース「斎藤幸子」                                                                                           | 鈴木聡                                                                                 | 河原雅彦                                                   |                                                      | 斉藤由貴、粟根まこと | ル テアトル銀座 | パルコ                                                 |                                |
| 2009年11月3日- 2009年11月27日                  | 「晩秋」 | マキノノゾミ                                                                           | マキノノゾミ                                               |                                                      | 坂東三津五郎、八千草薫、森光子 | 明治座 | 明治座                                                 |                                |
| 2009年12月11日- 2010年1月10日                  | 「Nine The Musical」 | アーサー・コピット                                                                     | 演出・訳詞・上演台本：G2                                   | モーリー・イェストン                                 | 松岡充、貴城けい、新妻聖子、 シルビア・グラブ | ル テアトル銀座、シアターBRAVA! | Quaras                                                 |                                |
| 2010年1月9日- 2010年1月10日                    | 「赤い靴」 | 脚本・奥秀太郎                                                                         | 奥秀太郎                                                   | 作曲・藤井洋                                         | 映美くらら、岸建太朗、鈴木雄大他 | 東京芸術劇場・小ホール1 |                                                        |                                |
| 2010年1月19日- 2010年1月24日                   | GIGEI-TEN III「なつめの夜の夢」                                                                                          | 脚本：宮田慶子                                                                         | 構成・演出：宮田慶子                                       |                                                      | 大浦みずき(声の出演)/前田清実、福麻むつ美他 | 赤坂レッドシアター |                                                        |                                |
| 2010年2月23日- 2010年3月14日                   | 「上海バンスキング」 | 斎藤憐                                                                                 | 串田和美                                                   |                                                      | 正岡まどか、波多野四郎、松本亘他 | シアターコクーン |                                                        |                                |
| 2010年2月27日- 2010年3月14日                   | 「富士見町アパートメント」                                                                                               | 鄭義信、マキノノゾミ、赤堀雅秋、蓬莱竜太                                               | 鈴木裕美                                                   |                                                      | 山口紗弥加、明星真由美、井之上隆志、入江雅人他                                                                                                   | 座・高円寺1 | 自転車キンクリーツカンパニー                           |                                |
| 2010年4月23日- 2010年6月5日                    | 「ザ・ミュージックマン」                                                                                                 | 原作・フランクリン・レイシー                                                           | 鈴木裕美                                                   | メルディス・ウィルソン                               | 西川貴教、彩乃かなみ、植木豪 | 東京芸術劇場、新国立劇場、愛知県芸術劇場、森ノ宮ピロティホール、札幌市民ホール                                                                                  | フジテレビジョン                                       |                                |
| 2010年5月15日- 2010年6月16日                   | OFF-BROADWAY MUSICAL「イカれた主婦-ANGRY HOUSEWIVES- 」                                                                  | A.M.COLLINS                                                                            | 板垣恭一                                                   | CHADHENRY                                            | 木の実ナナ他 | ル テアトル銀座 by PARC、中日劇場、本多の森ホール、イズミティ21、岡山市民会館、北九州芸術劇場大ホール、森之宮ピロティホール                                     | アトリエ・ダンカン                                     |                                |
| 2010年8月27日- 2010年8月28日                   | 「KIMIDORI」 | 奥秀太郎                                                                               | 奥秀太郎                                                   | 桑原まこ                                             | 藤谷文子、倉持哲郎、ノゾエ征爾他 | シアターコクーン |                                                        |                                |
| 2010年10月1日- 2010年10月24日                  | 「ACT泉鏡花」 | 加藤直                                                                                 | 加藤直                                                     |                                                      | 木の実ナナ、近藤正臣他 | 東京グローブ座、仙台電力ホール、名古屋名鉄ホール、長崎市公会堂、京都芸術劇場春秋座、北國新聞赤羽ホール                                                          | アトリエ・ダンカン                                     |                                |
| 2011年8月20日- 2011年9月18日                   | 「ドラキュラ」 | 脚本・作詞／ドン・ブラック、クリストファー・ハンプトン                                 | 吉川徹                                                     | フランク・ワイルドホーン                             | 和央ようか、花總まり、安倍なつみ他 | 東京国際フォーラム・ホールC、梅田芸術劇場メインホール | フジテレビジョン キョードー東京                        | 2013年                         |
| 2011年10月14日- 2011年10月30日                 | 「ユーリンタウン」 | 脚本・詞：グレッグ・コティス 台本：坂手洋二                                            | 流山児祥                                                   | マーク・ホルマン                                     | 別所哲也、坂井香奈美他 | 座・高円寺1 | 流山児★事務所                                          |                                |
| 2011年12月9日- 2012年1月14日                   | 「8人の女たち」 | 原作：ロバート トーマス、上演台本：G2                                                  | G2                                                         | 佐藤史朗                                             | 浅野温子、大地真央、加賀まりこ | ル テアトル銀座、森ノ宮ピロティホール、ウインクあいた | Quaras                                                 |                                |
| 2012年12月1日－ 2013年1月27日                  | パルコプロデュース「恋と音楽」                                                                                           | 鈴木聡                                                                                 | 河原雅彦                                                   | 佐山雅弘                                             | 稲垣吾郎、真飛聖、大和田美帆 | パルコ劇場、森ノ宮ピロティホール、イズミティ21 | パルコ                                                 |                                |
| 2012年11月22日－ 2012年11月29日                | 「地球☆空洞説」 | 寺山修司                                                                               | 天野天街（少年王者館）村井雄（開幕ペナントレース）流山児祥 | J・A・シーザー、音楽監督・演奏・坂本弘道             | 塩野谷正幸他 | 豊島公会堂（みらい座いけぶくろ） | 豊島区テラヤマプロジェクト実行委員会                   |                                |
| 2013年4月3日－ 2013年4月30日                   | 「二都物語」 | 原作・チャールズ・ディケンズ、脚本・土田英生                                           | 板垣恭一                                                   | 岩代太郎                                             | 草彅剛、堀北真希他 | 東急シアターオーブ | フジテレビジョン                                       |                                |
| 2013年6月14日－ 2013年7月6日                   | 「シルバースプーンに映る月」                                                                                             | 作：G2                                                                                 | G2                                                         | 荻野清子                                             | 坂本昌行、新妻聖子他 | 東京グローブ座、サンケイホールブリーゼ | Quaras                                                 |                                |
| 2013年11月22日－ 2013年11月28日                | 「WAO REQUEST HOUR 2013」                                                                                                |                                                                                        | 掘川弥一郎                                                 |                                                      | 和央ようか他 | 青山劇場、森ノ宮ピロティホール | 日本テレビ、読売新聞社、BS日テレ                       |                                |
| 2014年1月8日－ 2014年1月12日                   | 「PERSONA3 the Weird Masquerade〜青の覚醒〜」                                                                            | 原作：PS2用ソフト「ペルソナ3」(アトラス) 脚本：熊谷純                                  | 奥秀太郎                                                   | 目黒将司                                             | 阿澄佳奈、富田麻帆、大河元気他 | 日シアターGロッソ | シアタークリエ                                         |                                |
| 2014年6月3日－ 2014年11月2日                   | パルコ・ミュージカル・シアター「恋と音楽II」                                                                             | 鈴木聡                                                                                 | 鈴木聡                                                     | 佐山雅弘                                             | 稲垣吾郎、真飛聖、相島一之 | シアタードラマシティー、PARCO劇場 | パルコ                                                 |                                |
| 2014年8月8日－ 2014年8月24日                   | 「I DO! I DO!」 | トム・ジョーンズ                                                                       | 大河内直子                                                 | ハーヴィー・シュミット                               | 霧矢大夢、福井貴一、柳瀬大輔 | 赤坂REDシアター、博品館劇場 | アン・ラト                                             | 2018年                         |
| 2014年9月10日－ 2014年9月28日                  | 「三文オペラ」 | 作：ベルトルト・ブレヒト                                                               | 宮田慶子                                                   | 作曲：クルト・ヴァイル                               | 池内博之、ソニン、島田歌穂他 | 新国立劇場中劇場 | 新国立劇場                                             |                                |
| 2014年9月13日－ 2014年10月15日                 | 「ファントム」 | 原作：ガストン・ルルー、脚本：アーサー・コピット                                       | 演出：ダニエル・カトナー                                   | 作詞・作曲：モーリー・イェストン                     | 城田優、山下リオ、マルシア | 赤坂ACTシアター 梅田芸術劇場メインホール | 梅田芸術劇場                                           |                                |
| 2014年11月21日－ 2014年11月30日                | 「青ひげ公の城」 | 寺山修司                                                                               | 流山児祥                                                   | 宇崎竜童                                             | 河原崎國太郎、毬谷友子他 | 豊島公会堂（みらい座いけぶくろ） | 流山児★事務所                                          |                                |
| 2014年12月20日－ 2014年12月21日                | 『GO!GO!サックス～GREETING～』                                                                                           | 構成：井上思                                                                           | 井上思                                                     |                                                      | 本多俊之、國末貞仁、江川良子、波多江史朗、東涼太                                                                                                 | CBGKシブゲキ！！ | 本多音楽事務所                                         |                                |
| 2015年1月28日－ 2015年2月8日                   | 敦×杏子プロデュース URASUJI 2015「綱渡り」                                                                               | 松村武                                                                                 | 松村武                                                     | 演奏・ガレージシャンソンショー（山田晃士・佐藤芳明） | 杏子、深沢敦他 | ザ・スズナリ | 敦 – 杏子プロデュース                                  |                                |
| 2015年2月13日－ 2015年3月1日                   | 「Golden Songs」 | 構成・荻田浩一                                                                         | 演出・振付・ステージング：前田清実                         | 甲斐正人                                             | 朝海ひかる、安蘭けい、石井一孝、一路真輝、伊礼彼方、湖月わたる、姿月あさと、樹里咲穂、中川晃教、春野寿美礼、平方元基、マテ・カマラス、山崎育三郎 | 東京国際フォーラムホールC、梅田芸術劇場 | 梅田芸術劇場                                           |                                |
| 2015年3月25日－ 2015年3月29日                  | 「サンタ・エビータ～タンゴの調べに蘇る魂」                                                                               | 石丸さち子                                                                             | 石丸さち子                                                 |                                                      | 今井清隆、水夏希 | DDD青山クロスシアター | アーティストジャパン                                   |                                |
| 2015年6月4日－ 2015年6月18日                   | 安寿ミラ ダンスコラボレーション 「Female Vol.12」                                                                        | 構成・演出・作詞 ANJU                                                                  | ANJU                                                       | 阿部篤志                                             | 安寿ミラ 佐藤洋介、佐々木信彦、初音ひかり、真丘奈央                                                                                              | 草月ホール、新神戸オリエンタル劇場 | オフィスサラ 、FEMALE事務局                            |                                |
| 2015年8月10日－ 2015年9月13日                  | 「靑い種子は太陽の中にある」                                                                                             | 寺山修司                                                                               | 蜷川幸雄                                                   | 松任谷正隆                                           | 亀梨和也、高畑充希他 | Bunkamuraオーチャードホールオリックス劇場 | Bunkamura                                              |                                |
| 2015年10月7日－ 2015年11月1日                  | 音楽劇「Sleeping Beauties～夢をあやつるマブの女王～」                                                                    | 石丸さち子                                                                             | 石丸さち子                                                 | 伊藤靖浩                                             | 彩輝なお、原嶋元久他 | 三越劇場、兵庫県立芸術文化センター | アーティストジャパン                                   |                                |
| 2015年11月13日－ 2015年12月13日                | 「MORSE－モールス－」 | 原作・ヨン・アイヴィデ・リンドクヴィスト、脚本・ジャック・ソーン、上演台本・瀬戸山美咲 | 深作健太                                                   |                                                      | 小瀧望、高橋由美子、田中健 | 東京グローブ座、シアターBRAVA! | 東京グローブ座                                         |                                |
| 2016年2月13日－ 2016年3月8日                   | パルコ・ミュージカル・シアター「恋と音楽 FINAL～時間劇場の奇跡～」                                                       | 鈴木聡                                                                                 | 鈴木聡                                                     | 佐山雅弘                                             | 稲垣吾郎、真飛聖、北村岳子 | シアタードラマシティー、PARCO劇場 | パルコ                                                 |                                |
| 2016年3月25日－ 2016年3月31日                  | 「Color of Life」 | 石丸さち子                                                                             | 石丸さち子                                                 | 伊藤靖浩                                             | 東啓介、青野紗穂 | 相模女子大学グリーンホール多目的ホール、DDD青山クロスシアター                                                                                                   | ワタナベエンターテインメント、シーエイティプロデュース | 2017年、2019年                 |
| 2016年8月6日－ 2016年8月8日                    | 「三銃士」 | 脚本：中島淳彦                                                                         | 田尾下哲                                                   | NAOTO                                                | 小野田龍之介、今拓哉、なだぎ武他 | 日生劇場 | 日生劇場                                               |                                |
| 2016年9月6日－ 2016年9月28日                   | 「家族の基礎-大道寺家の人々-」                                                                                           | 倉持裕                                                                                 | 倉持裕                                                     |                                                      | 松重豊、鈴木京香、夏帆、林遣都ほか | シアターコクーン他 | M&Oplays                                               |                                |
| 2016年9月30日－ 2016年11月16日                 | 「ミュージカル バイオハザード-ヴォイス・オブ・ガイア-」                                                                  | 原作：CAPCOM (ゲーム「BIOHAZARD」)                                                     | G2                                                         | 和田俊輔                                             | 柚希礼音、横田栄司他 | 赤坂ACTシアター、梅田芸術劇場メインホール | 梅田芸術劇場                                           |                                |
| 2017年1月21日－ 2017年2月26日                  | TWENTIETH TRIANGLE TOUR「戸惑いの惑星」                                                                                  | G2                                                                                     | G2                                                         | 荻野清子                                             | 坂本昌行、長野博、井ノ原快彦 | 東京グローブ座、キャナルシティ劇場、シアター・ドラマシティ | 東京グローブ座                                         |                                |
| 2017年7月26日－ 2017年8月6日                   | 「ローマの休日」 | 原作：ダルトン・トランボ 脚本：鈴木哲也、マキノノゾミ                                  | マキノノゾミ                                               | 渡辺俊幸                                             | 初演キャスト 吉田栄作、朝海ひかる、小倉久寛 | 梅田芸術劇場シアター・ドラマシティ、世田谷パブリックシアター | 梅田芸術劇場、フジテレビジョン                         | 2010年、2012年                 |
| 2017年12月15日－ 2018年1月8日                  | 「アテネのタイモン」 | ウィリアム・.シェイクスピア                                                            | 吉田鋼太郎                                                 |                                                      | 吉田鋼太郎、藤原竜也他 | 彩の国さいたま芸術劇場 大ホール、兵庫県立芸術文化センター阪急中ホール                                                                                           | 公益財団法人埼玉県芸術文化振興財団 ホリプロ            |                                |
| 2018年1月1日－ 2018年1月27日                   | 「JOHNNYS' Happy New Year IsLAND」                                                                                       |                                                                                        |                                                            |                                                      | 東山紀之他 | 帝国劇場 |                                                        |                                |
| 2018年1月12日－ 2018年2月12日                  | 「激伝写楽2018」 | 中島かずき                                                                             | 河原雅彦                                                   | 立川智也                                             | 橋本さとし、中川翔子 | 東京芸術劇場、久留米・名古屋・兵庫 | キューブ                                               |                                |
| 2018年3月30日－ 2018年4月1日                   | 「怪盗二十面」劇団新派                                                                                                   | 江戸川乱歩                                                                             | 齋藤雅文                                                   | 新内多賀太夫                                         | 喜多村緑郎、河合雪之丞、貴城けい | サンシャイン劇場 | 劇団新派                                               |                                |
| 2018年8月1日(リリース)－                       | PV「Hey！say！７ やんちゃなヒーロー」                                                                                    | 作詞：松井五郎                                                                         |                                                            | 作曲 : 馬飼野康二                                    | Hey!Say!7! | |                                                        |                                |
| 2019年1月11日－ 2019年1月29日                  | 「SHIRANAMI」 | 脚本・G2                                                                               | G2                                                         | 藤井隆                                               | 早乙女太一、龍真咲、伊礼彼方 | 新国立劇場中劇場 | フジテレビジョン                                       |                                |
| 2019年2月28日－ 2019年3月10日                  | 「LULU」 | 原作・フランク・ヴェデキント、上演台本・小山ゆうな                                     | 小山ゆうな                                                 | 松田眞樹                                             | 霧矢大夢他 | 赤坂REDシアター | アイオーン unrato                                      |                                |
| 2019年3月29日－ 2019年4月15日                  | 「ふたり阿国」 | 原作：皆川博子 脚本・作詞：中屋敷法仁"                                                 | 田尾下哲                                                   | 玉麻尚一                                             | 北翔海莉、峯岸みなみ他 | 明治座 | 明治座                                                 |                                |
| 2019年10月4日－ 2019年10月20日                 | 「渦が森団地の眠れない子たち」                                                                                           | 蓬莱竜太                                                                               | 蓬莱竜太                                                   | 国広和毅                                             | 藤原竜也、鈴木亮平他 | 新国立劇場中劇場 | Sky presents                                           |                                |
| 2020年1月31日－ 2020年2月9日                   | 「Mary Stewart」 | 作・ダーチャ・マライーニ                                                               | 大河内直子                                                 |                                                      | 霧矢大夢、保坂知寿 | 赤坂REDシアター | unrato、アイオーン                                     |                                |
| 2020年2月14日－ 2020年3月1日                   | 「ヘンリー八世」 | ウィリアム・シェイクスピア                                                             | 吉田鋼太郎                                                 |                                                      | 阿部寛、吉田鋼太郎他 | 彩の国さいたま芸術劇場 大ホール | 公益財団法人埼玉県芸術文化振興財団、 ホリプロ          |                                |
| 2020年10月21日－ 2020年11月1日                 | 音楽劇「獅子吼」 | 原作・浅田次郎                                                                         | 和田憲明                                                   | 小澤時史                                             | 石鍋多加史、山崎美貴、他 | 上野ストアハウス | オールスタッフ                                         |                                |
|                                                | NHK「Songs」 |                                                                                        |                                                            |                                                      | | | NHK                                                    |                                |
|                                                | BS -TBS「由紀さおりの素敵な音楽館」                                                                                      |                                                                                        |                                                            |                                                      | | | BS-TBS                                                 |                                |

### クリエィティブ
| 公演日程                      | 作品名 | 作                                     | 演出                               | 音楽                                               | 主な主演者                                                                     | 劇場                         | 制作                                                  | 備考                                                                                      |
| ----------------------------- | --- | -------------------------------------- | ---------------------------------- | -------------------------------------------------- | ------------------------------------------------------------------------------ | ---------------------------- | ----------------------------------------------------- | ----------------------------------------------------------------------------------------- |
| N/A                           | 元気印良品シリーズ1-4 | N/A                                    | N/A                                | N/A                                                | キヨミダンスカンパニー                                                         | セシオン杉並                 | N/A                                                   |                                                                                           |
| N/A                           | DANCE COLLECTION | N/A                                    | N/A                                | N/A                                                | N/A                                                                            | 青山円形劇場                 | 青山円形劇場                                          | 振付作品「ボレロnow」「ノーブルキッチュでショウ」「カルミナブラーナ」「日本チャチャチャ」 |
| 1990年02月20日-1990年02月25日 | DANCE COLLABORATION ニジンスキー生誕100年記念・創作四人展 dance at the gathering vol.8                                   | N/A                                    | N/A                                | 使用曲:ローリー・アンダーソン、レナード・コーエン  | 前田清実、夏貴陽子、神崎由布子、三村みどり、常藤利恵子、橋本さとみ、蔭山祐子他 | 青山円形劇場                 | N/A                                                   | 振付作品：「女たちのフェアリーテールII」(フェアリーテイルシリーズは1〜6まで上演された)    |
| 1991年                        | 「STAY HERE」 | N/A                                    | N/A                                | N/A                                                | 鈴木レイ子、前田清実、中村しんじ                                               | N/A                          | N/A                                                   |                                                                                           |
| 1992年 2月13日-1992年2月16日  | DANCE COLLECTION | N/A                                    | 演出・振付：前田清実               | 伊藤和美（時々自動）「コロンデモタダデハオキナイ」 | 前田清実、夏貴陽子、加藤今日子、神崎由布子、三村みどり、橋本さとみ             | 青山円形劇場                 | CAT、青山円形劇場                                     |                                                                                           |
| 1996年2月27日-2月28日         | 「STAY HERE 5」 | N/A                                    | N/A                                | N/A                                                | 鈴木レイ子、前田清実                                                           | アステールプラザ             | tss事業部、FREE HEARTS                                |                                                                                           |
| 2002年6月7日-2002年6月9日     | AOYAMAダイナマイトバレエ団『南総里見八犬伝』                                                                             | N/A                                    | 演出・振付：橋浦勇 振付：前田清実  | N/A                                                | N/A                                                                            | 青山円形劇場                 | N/A                                                   |                                                                                           |
| 2003年5月23日-2003年5月24日   | 「STAY HERE 7」 | ACT1構成：竹邑類、ACT2監修：名倉加代子 | N/A                                | エミ・エレオノーラ                                 | 鈴木レイ子、前田清実、立川三貴、エミ・エレオノーラ、清水典人                   | 草月ホール                   | ステイヒア事務局・大谷のぶ                            | vol.1-6                                                                                   |
| 2009年09月18日-2009年09月21日 | MINMIN | N/A                                    | N/A                                | N/A                                                | N/A                                                                            | 内幸町ホール                 |                                                       |                                                                                           |
| 2013年6月29日                 | 舞台照明デザイナーによるワークショップ・シンポジウム（Vol．6）「劇的なる光を求めて」舞台空間にて最高の照明デザインを追求 | 協力：脚本：齋藤雅文                   | ダンス「水の下の街」振付：前田清実 | 協力：甲斐正人                                     | 前田清実、ドラスティックダンス"O"                                              | 日本大学芸術学部 中ホール    | 主催：ライティングデザイナーズクラブオブジャパンLDC-J |                                                                                           |
| 2019年5月18日-2019年5月19日   | 蘭このみスペイン舞踊公演「フラメンコとジャズ」                                                                           | N/A                                    | N/A                                | N/A                                                | 蘭このみスペイン舞踊団、ゲスト前田清実                                         | 東京芸術劇場シアターイースト | 主催：(有)アートスペース蘭このみ                      |                                                                                           |

### ドラスティックダンス”O"カンパニー本公演
|    | 公演日程                  | 作品名                                                      | 劇場                                  |
| -- | ------------------------- | ----------------------------------------------------------- | ------------------------------------- |
| 1  | 2001年8月8日 - 8月9日     | 地下鉄 完結編                                               | 新国立劇場小劇場                      |
| 2  | 2001年11月28日 - 11月30日 | K3 最高にわがままな女達                                     | 青山円形劇場                          |
| 3  | 2002年12月20日 - 12月21日 | "女-完結編- 12人のフリーダと3人のディエゴ"                  | 新国立劇場 小劇場                     |
| 4  | 2003年5月23日 - 5月24日   | STAY HERE 7                                                 | 草月ホール                            |
| 5  | 2004年5月29日 - 5月30日   | DRA DRA FESTA vol.1                                         | ドラスティックダンス"O"スタジオ       |
| 6  | 2004年12月18日 - 12月19日 | "Fighting for Peace, You and Youth, included 青の穴"        | 新国立劇場 小劇場                     |
| 7  | 2005年10月15日            | DRA DRA FESTA vol.2                                         | 江東区 亀戸文化センターカメリアホール |
| 8  | 2006年6月16日 - 6月18日   | きらめく背骨 (主催：新国立劇場)                             | 新国立劇場 小劇場 THE PIT             |
| 9  | 2007年1月14日 - 1月14日   | DRA DRA FESTA vol.3                                         | 江東区 亀戸文化センターカメリアホール |
| 10 | 2007年7月24日 -7月25日    | K4 MIMESIS[擬態]                                            | 全労済ホール                          |
| 11 | 2008年7月17日 -7月18日    | DRA DRA FESTA vol.4                                         | 江東区 亀戸文化センターカメリアホール |
| 12 | 2009年2月3日 -2月4日      | "Studious Act I ｢ATM～ドラスティックな女達｣, Act II｢COLORS｣ | 草月ホール                            |
| 13 | 2009年12月5日 -12月6日    | DRA DRA FESTA vol.5                                         | 江東区 亀戸文化センターカメリアホール |
| 14 | 2010年9月2日 -9月4日      | Fighting for Peace vol.3                                    | すみだパークスタジオ倉                |
| 15 | 2011年5月31日 -6月1日     | Studious.2                                                  | 新国立劇場 小劇場                     |
| 16 | 2011年9月3日 -9月4日      | DRA DRA FESTA vol.6 「それいゆ」                            | 江東区 亀戸文化センターカメリアホール |
| 17 | 2013年10月26日 -10月27日  | DRA DRA FESTA FINAL 「Smile」                               | 江東区 亀戸文化センターカメリアホール |
| 18 | 2014年5月23日 -5月25日    | Studious.3                                                  | 青山円形劇場                          |
| 19 | 2016年11月25日 -11月27日  | 裂け目と平和                                                | 東京芸術劇場 シアターイースト         |
| 20 | 2019年8月4日              | NEVER TOO LATE de Show                                      | 東京芸術劇場 シアターイースト         |

### ドラスティックダンス”O"アトリエ公演
|    | 公演日程                            | 作品名                         | 劇場                            |
| -- | ----------------------------------- | ------------------------------ | ------------------------------- |
| 1  | 2000年6月1日 - 2000年6月4日         | 地下鉄 現代の闇を疾走する…     | ドラスティックダンス“O”スタジオ |
| 2  | 2000年10月13日 - 2000年10月15日     | Gパンとプラグとコンセント女達  | HARAJUKU Devies                 |
| 3  | 2001年04月12日 - 2001年04月15日     | 花春Tシャツ                    | HARAJUKU Devies                 |
| 4  | 2002年06月22日 - 2002年06月24日     | onna vol-2                     | ドラスティックダンス“O”スタジオ |
| 5  | 2004年02月25日 - 2004年02月27日     | ファイティングフォーピース     | ドラスティックダンス“O”スタジオ |
| 6  | 2004年06月04日 - 2004年06月06日     | 青の穴 vol.2                   | ドラスティックダンス“O”スタジオ |
| 7  | 2008年05月29日 - 2008年5月31日      | ATM～ドラスティックな女達      | ドラスティックダンス“O”スタジオ |
| 8  | 2009年06月26日 - 2009年06月27日     | そろそろソロ展vol.1            | ドラスティックダンス“O”スタジオ |
| 9  | 2010年06月17日 - 2010年06月19日     | そろそろソロ展vol.2            | ドラスティックダンス“O”スタジオ |
| 10 | 2010年12月27日 - 2010年12月28日     | そろそろソロ展vol.3            | ドラスティックダンス“O”スタジオ |
| 11 | 2012年01月19日 - 2012年01月20日     | そろそろソロ展vol.4            | ドラスティックダンス“O”スタジオ |
| 12 | 2012年7月12日 - 2012年7月13日       | そろそろソロ展vol.5 自作自演   | ドラスティックダンス“O”スタジオ |
| 13 | 2013年02月21日 - 2013年02月22日     | そろそろソロ展vol.6 再自作自演 | ドラスティックダンス“O”スタジオ |
| 14 | 2016年5月27日 - 2016年5月28日       | 裂け目と平和                   | ドラスティックダンス“O”スタジオ |
| 15 | 2017年11月12日 2017年11月19日、26日 | "2017-Red-そろそろソロ展vol.7" | ドラスティックダンス“O”スタジオ |
| 16 | 2021年7月30日 -2021年8月1日         | Rabbit hole「足跡のした」      | ドラスティックダンス“O”スタジオ |

## 講師・指導・育成
- ドラスティックダンス“O”

主宰するダンススタジオでジャズダンス、smile-bodyのクラスで指導に当たる。
- ミュージカル・アカデミーにてダンス主任講師

東宝ミュージカル・アカデミーとして創設。その後ミュージカル・アカデミーとなってから11期を迎える。国内の第⼀線で活躍する講師陣が直接指導する本物のプロをめざす指導環境で卒業生を演劇、ミュージカルの世界に送出している。
- 渡辺ミュージカル芸術学院ダンス主任講師

2019年4月1日、総合エンターテイメント企業ワタナベエンターテインメントが日本のミュージカル俳優を育成するためのミュージカルスクールを開校した。
- 洗足音楽大学のダンスコース 教授

音楽学部音楽学科ダンスコースの創設に参画し指導に当たる。

## 受賞
- 2001年

2000年再演（1998年初演）　「ロス・タラントス」（アトリエ・ダンカン）で2001年第8回　読売演劇大賞優秀スタッフ賞受賞

## 審査員
- 2011年

7代目東宝「シンデレラ」オーディション （グランプリ　上白石萌歌　審査員特別賞　上白石萌音）
- 2012～2018年

第20～26回　読売演劇大賞選考委員 7回の選考委員を務める。